# Basilica dei Santi Bonifacio e Alessio

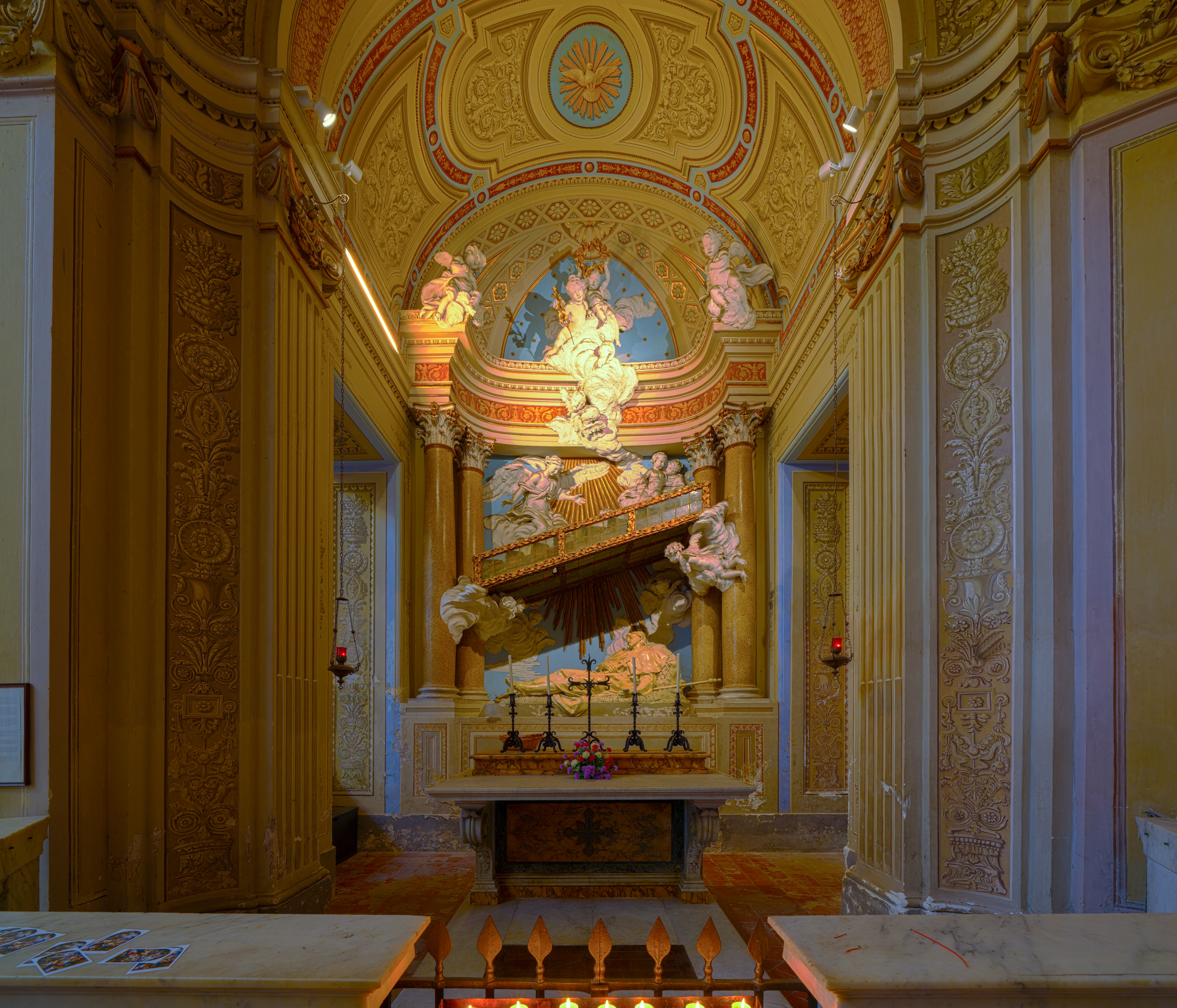
Sant'Alessio nel sottoscala

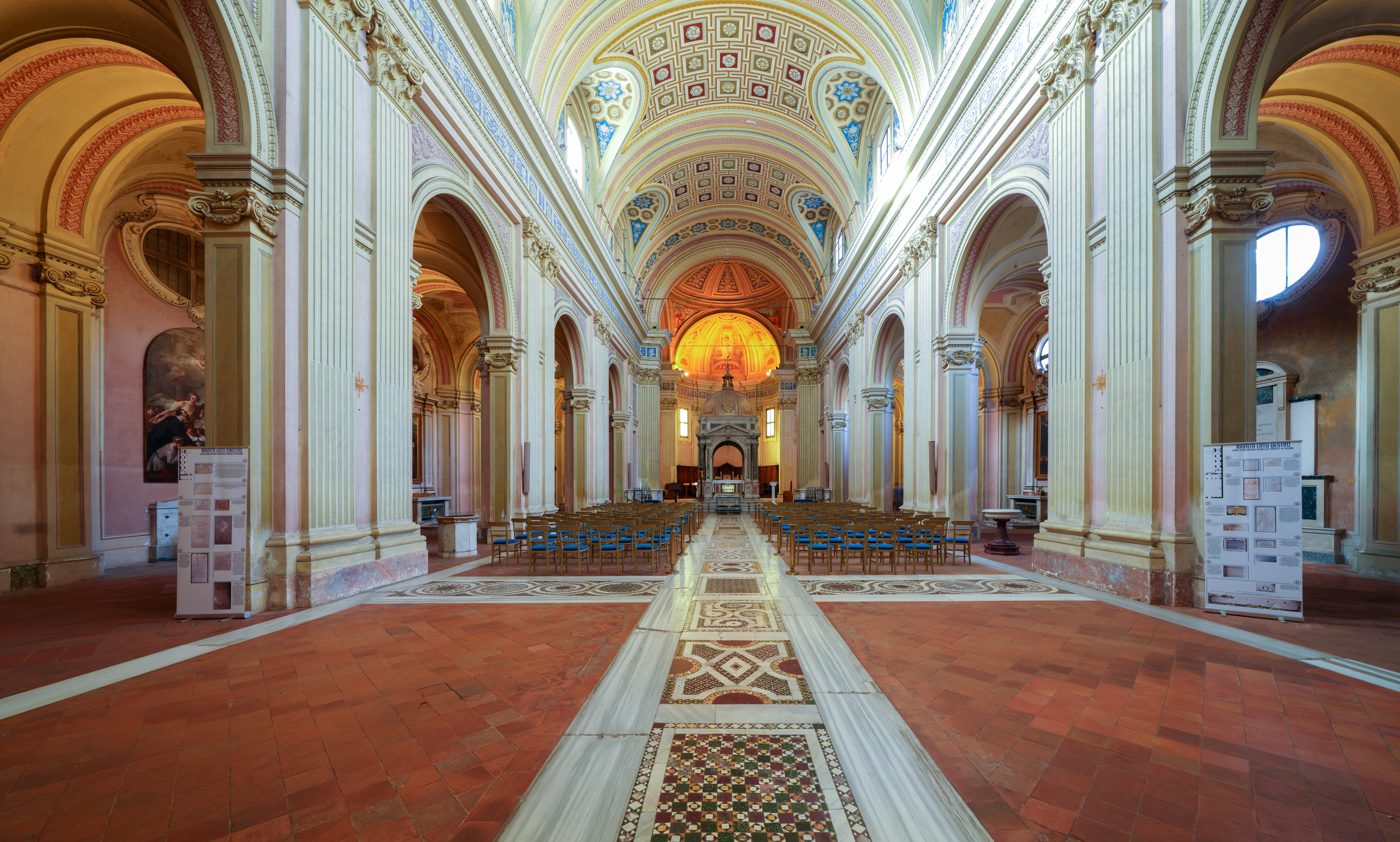
L'interno

La basilica dei Santi Bonifacio e Alessio, anche nota come chiesa di Sant'Alessio all'Aventino, è una delle chiese di Roma, nel rione Ripa. Dedicata ai santi Bonifacio di Tarso e Alessio di Roma, fu costruita tra il IV e il V secolo sull'Aventino. Ha la dignità di basilica minore e su di essa insiste il titolo cardinalizio presbiterale di Santi Bonifacio e Alessio.

## Storia

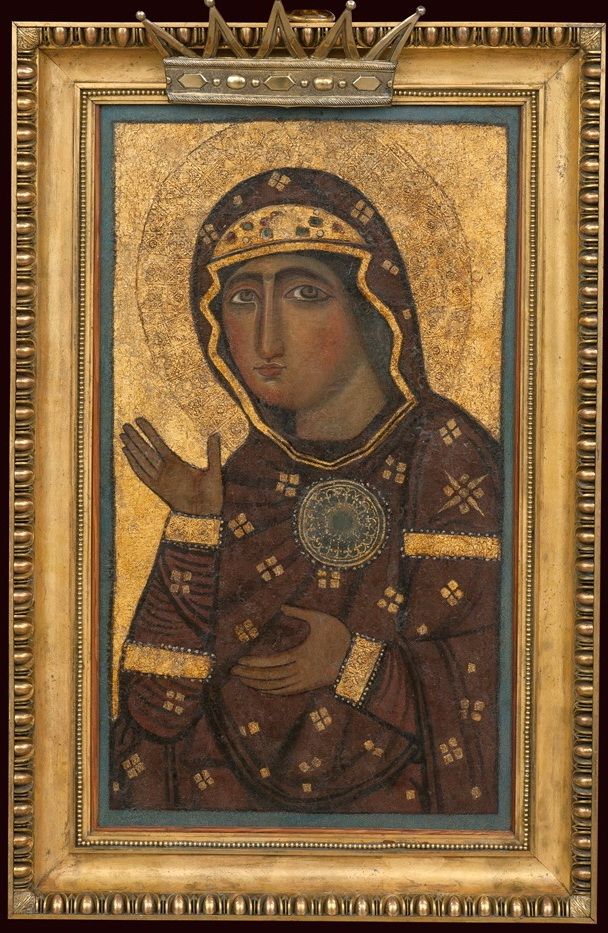
Madonna di Sant'Alessio

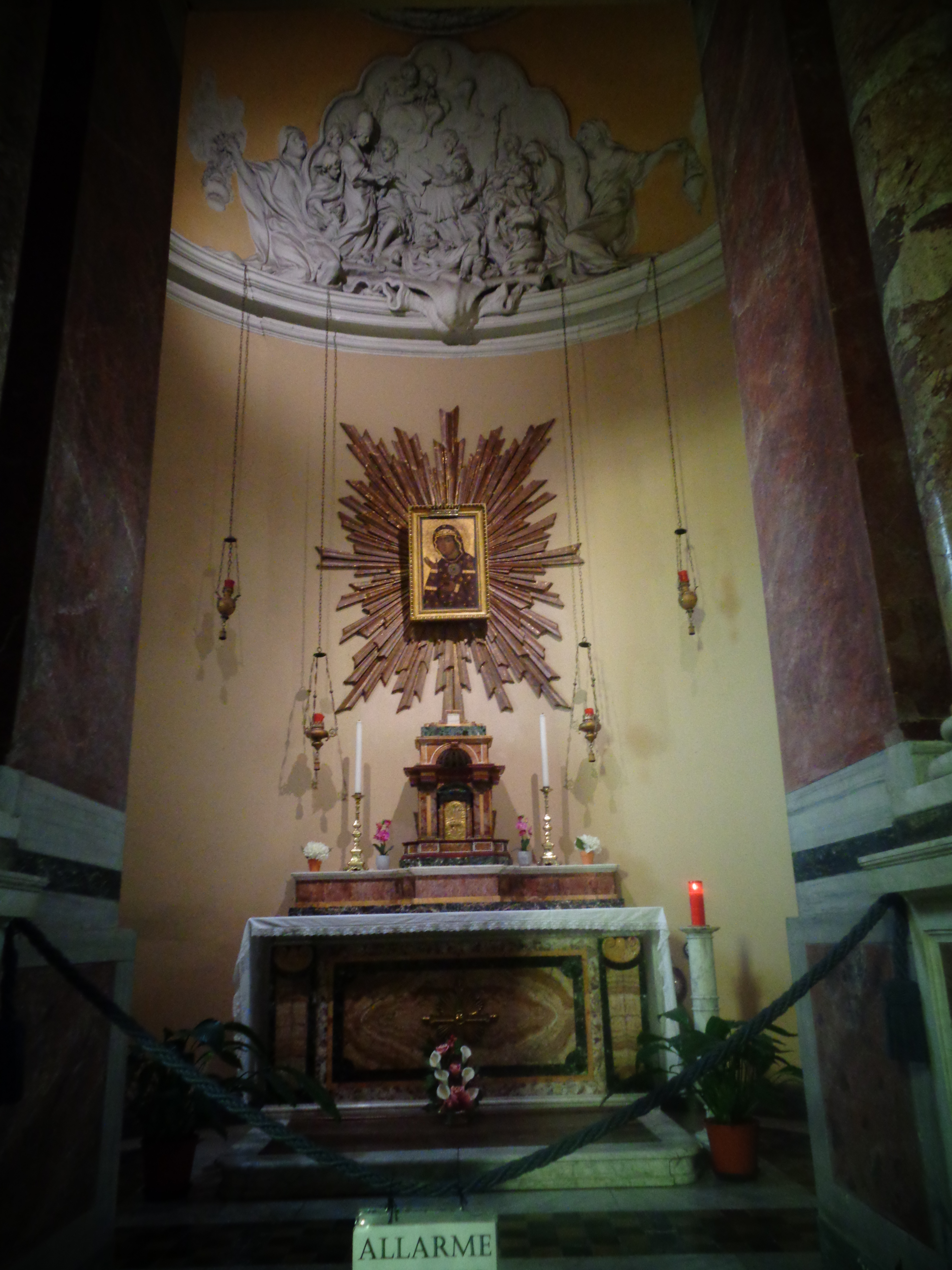
Madonna di Sant'Alessio

La data di fondazione non è certa, e si colloca tra il IV e il V secolo: nel 1216 papa Onorio III ordinò la ricostruzione del complesso; al restauro del 1582 seguì il rifacimento degli anni 1750, opera di Tommaso De Marchis, e quella del 1852-1860 del Somaschi.
La chiesa moderna conserva elementi di tutte queste epoche. Il campanile è romanico, alcune colonne della chiesa onoriana sono presenti nell'abside orientale della chiesa moderna, il portico è medioevale; la facciata cinquecentesca, rielaborata dal De Marchis, insiste sul portico medioevale; del De Marchis è l'altare maggiore.
Il lato meridionale della chiesa ospita il monumento funerario di Eleonora Boncompagni Borghese, del 1693, mentre il transetto meridionale contiene la cappella di Carlo IV di Spagna. Degna di nota, l'icona Madonna dell'Intercessione (Madonna di Sant'Alessio, Madonna dell'Intercessione), datata tra il XII-XIII secolo e ritenuta portata da sant'Alessio dall'oriente.
Sotto la chiesa è una cripta romanica, consacrata il 21 marzo 1218 dal vescovo di Albano Laziale a san Tommaso Becket, del quale sotto l'altare maggiore si conservano alcune reliquie. Le pareti ospitano un affresco del XII secolo dell'Agnus Dei e dei simboli degli evangelisti, mentre la parete settentrionale è decorata dal San Girolamo Emiliani introduce gli orfani alla Vergine di Jean-François de Troy, e al termine della navata c'è La Scala Santa e la chiesa titolare di sant'Alessio, in legno e stucco, di Andrea Bergondi.
Nel giugno 2019, in un'intercapedine del campanile, è stato rinvenuto un affresco del 1100 raffigurante sant'Alessio e il Cristo pellegrino. La sua esistenza fu annunciata per la prima volta nel 1965 dal Genio Civile durante i lavori di consolidamento del campanile, finché nel 2006 fu proposta su Arte medioevale l'identificazione con i Santi Bonifacio e Alessio, dopo anni di oblio. Dopo un lungo restauro terminato nel 2018, è stata proposta una nuova identificazione con Alessio e il Cristo Pellegrino, mentre la notizia ha raggiunto il grande pubblico tramite la stampa non scientifica. La riscoperta è importante e unica, perché l'affresco conserva intatta la cornice e l'ottimo stato di conservazione permette di studiarne le tecniche di realizzazione.